# Frühe Verschlüsse von Handfeuerwaffen
Der Verschluss einer Feuerwaffe verschließt das im hinteren Laufende liegende Patronenlager. Er verhindert das Austreten der Verbrennungsgase und überträgt die durch Verbrennung der Treibladung erzeugte und das Projektil beschleunigende Kraft als Gegenkraft auf die Waffe (actio gleich reactio). Bei Vorderladerwaffen ist der Verschluss fester Teil des Laufes. Bei Hinterladerwaffen kann er zum Laden geöffnet werden, das Austreten heißer Gase beim Abfeuern der Treibladung wird mit der Liderung oder in Verbindung mit der Patronenhülse verhindert.

## Geschichte
Zur Zeit der Vorderlader war das Laden und Nachladen zeitaufwendig, bei Waffen mit gezogenem Lauf wurde das Laden wegen der Verwendung von überkalibrigen Geschossen noch erschwert. Zudem konnte die Waffe nicht im Liegen geladen werden, der Schütze musste seine Deckung aufgeben. Es war auch nicht möglich, bei Zündversagern an den fest verschlossenen Teil des Laufes zu gelangen, um die Waffe zu entladen. Die Kugel musste von vorne mit einem Kugelzieher entfernt werden, was ein zeitraubendes und gefährliches Unterfangen war. Auch das Reinigen des hinten geschlossenen Laufes war aufwändig.
Der Vorteile der Hinterladergewehre, die höhere Schusskadenz und die Möglichkeit, im Liegen zu laden, waren unbestritten. Problematisch war, dass es anfangs nicht möglich war, eine dauerhaft gasdichte Liderung zu schaffen. Verschlüsse von Waffen mit hülsenloser Munition mussten mit dem Lauf formschlüssig sein, was wegen der damaligen Fertigungstechnik und der Wärmedilatation schwierig war. Eine andere Lösung war die Abdichtung mit komprimierbaren Dichtungsmaterialien, deren Lebensdauer jedoch durch Hitzeeinwirkung beschränkt war. Erst mit der Einführung der Metall-Patronenhülsen, die sich durch den Druck der Treibgase am Patronenlager anpassen, konnte eine perfekte Abdichtung erreicht werden.
Schon früh wurde versucht, Handfeuerwaffen mit Hinterladung herzustellen, aber erst im angehenden neunzehnten Jahrhundert konnten dank Fortschritten in der Metallurgie und Fertigungstechnik einigermaßen funktionierende Hinterlader hergestellt oder auch bestehende Vorderladerwaffen auf Hinterladung abgeändert werden.

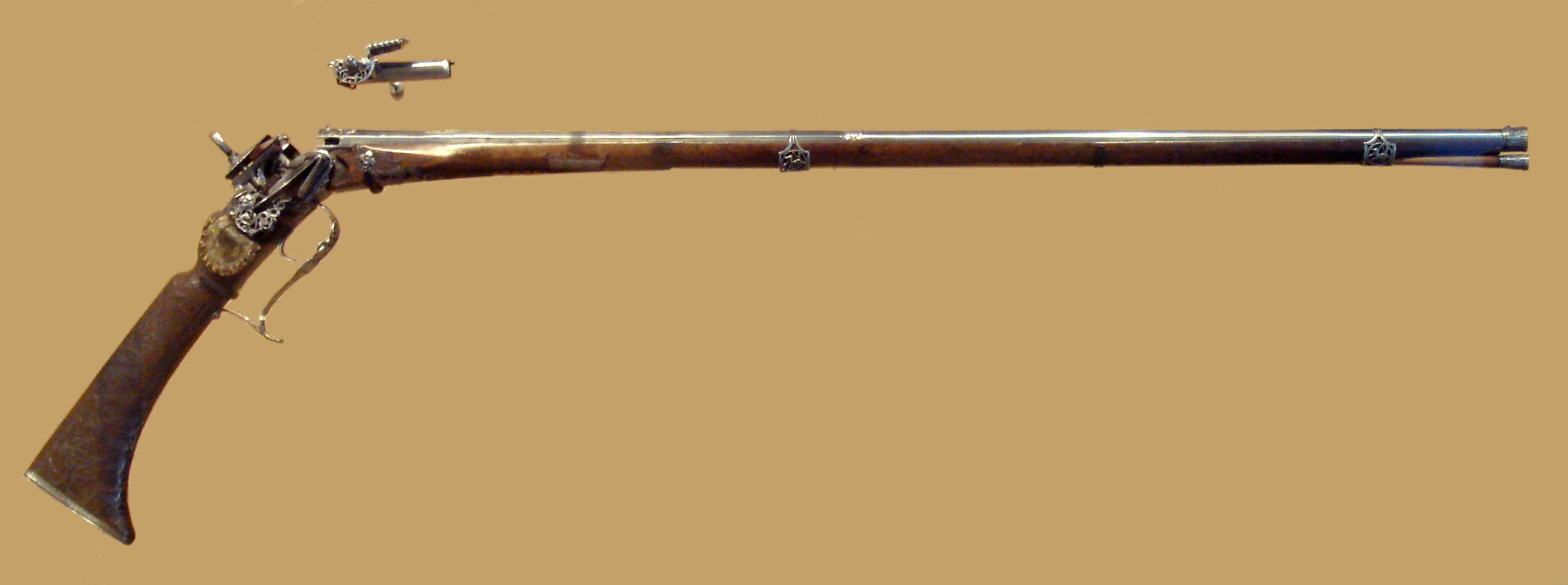
Vom Büchsenmacher A. Tienza (oder Atienza) für Philipp V. von Spanien in Madrid um 1715 hergestellte Hinterlader-Jagdwaffe.

### Frühe Hinterlader
Bereits im achtzehnten Jahrhundert stellten erfinderische Büchsenmacher Hinterladerwaffen aller Art her, eine dieser heute noch existierenden Waffen war die um 1715 für den spanischen König Philipp V. hergestellte Steinschloss-Jagdflinte, sie konnte am Laufende getrennt werden und verschoss Munition in wiederladbaren Eisenhülsen, die wie moderne Patronen ins hintere Laufende eingesetzt werden konnten.
Patrick Ferguson, ein britischer Armeeoffizier, entwickelte 1772 eine Hinterladerwaffe, die Ferguson-Büchse, bei dem am hinteren Laufende senkrecht zur Laufachse eine Schraube eingesetzt war. Diese konnte mit dem Abzugsbügel heruntergedreht werden, durch die dabei oben entstehende Öffnung konnte die Kugel eingesetzt und das Pulver nachgeschüttet werden. Es ist nicht bekannt, ob Ferguson die von Adam Knot zwischen 1740 und 1760 hergestellte Kugelbüchse mit vertikalem Schraubverschluss kannte.
In Paris ließ der schweizerische Büchsenmacher Jean Samuel Pauly bereits 1812 einen Hinterlader für Metallpatronen patentieren, der einen nach oben schwenkbaren Blockverschluss aufwies. Bei späteren Entwicklungen konnte die Waffe am Laufende geknickt werden, was bedingte, dass Laufende und Verschluss eine formschlüssige zylindrische Form hatten, um Gasverluste zu vermeiden. Die Zündung der Ladung erfolgte zuerst mit einem Zündstift, später durch komprimierte Luft.

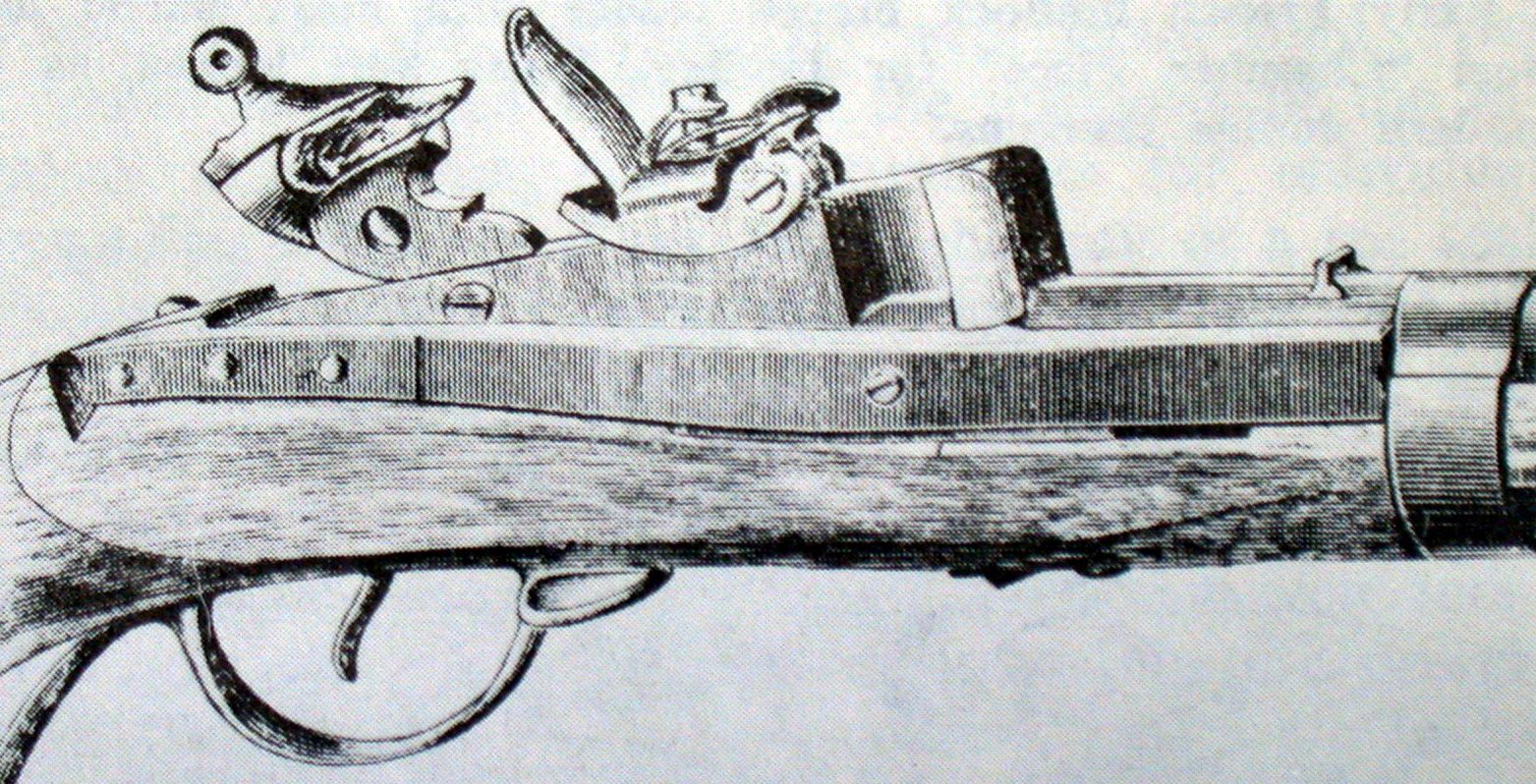
Hall-Rifle, Verschluss ladebereit

Ab 1819 stellte die Harpers Ferry Armory in Virginia eine große Anzahl der vom Amerikaner John H. Hall entwickelten und patentierten Hall-Gewehre als Hinterlader-Steinschlossgewehre mit gezogenem Lauf her. Bei diesem Waffen konnte ein hinter dem Lauf angebrachter Block hochgeklappt und dann von vorne geladen werden. Nach dem gleichen Prinzip funktionierte der österreichische Dragonerkarabiner M 1770 mit Kammerverschluss-System Crespi.

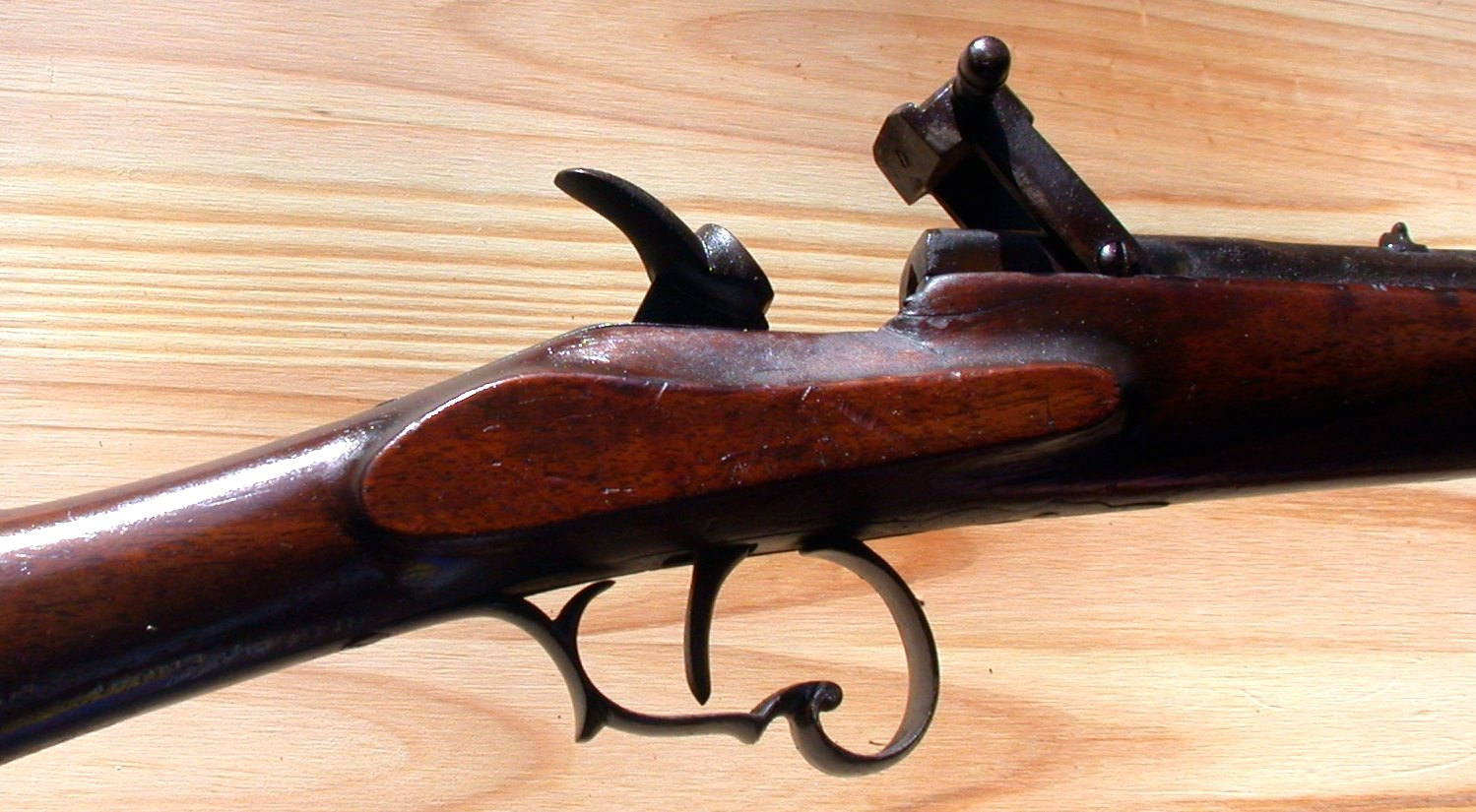
Flobertgewehr, Verschluss ausgeschwenkt

Wichtig für die weitere Entwicklung des Hinterladers war die Erfindung der Hülsenmunition, sie wurde 1836 gleichzeitig von Casimir Lefaucheux und Louis Nicolas Auguste Flobert in Frankreich erfunden. Während die Lefaucheux-Patrone Stiftzündung hatte und gegen Ende des 19. Jahrhunderts wieder verschwand, wurde die Flobertpatrone zum Vorläufer der heute noch verwendeten Randfeuerpatrone. Beide Patronen ermöglichten die vereinfachte Herstellung von Hinterladern, da das Problem der Liderung des Verschlusses entfiel, sie wurde von der Patronenhülse übernommen.
In der Entwicklung der Hinterlader wurden schon früh zwei Systeme angewandt, das des Blockverschlusses und jenes des Zylinderverschlusses. Der Blockverschluss hat den Vorteil, kurz zu bauen, er war deshalb für die Abänderung von Vorderladern auf Hinterladung geeignet, heute wird er immer noch, meist als Fallblockverschluss, bei Jagd- und Sportwaffen verwendet. Epochemachend war 1835 die Konstruktion eines Gewehres mit Zylinderverschluss durch Johann Nikolaus von Dreyse (* 20. November 1787 in Sömmerda bei Erfurt; † 15. Dez. 1867 ebenda); seine Waffe wurde 1841 in der preußischen Armee eingeführt und wurde zum Vorbild aller Militärgewehre bis weit ins 20. Jahrhundert.

## Blockverschluss
Bei diesem wird der Verschlussblock vom hinteren Laufende weggeschwenkt oder weggeschoben, um die Patrone zu laden. Der Verschlussblock kann durch seine Achse, durch einen Verriegelungskeil oder durch ein direkt hinter ihm liegendes Widerlager am Zurückweichen oder Öffnen gehindert werden. Kipplaufwaffen funktionieren nach dem gleichen Prinzip, bei ihnen sind Verschluss und hinterer Rahmen der Waffe jedoch identisch.

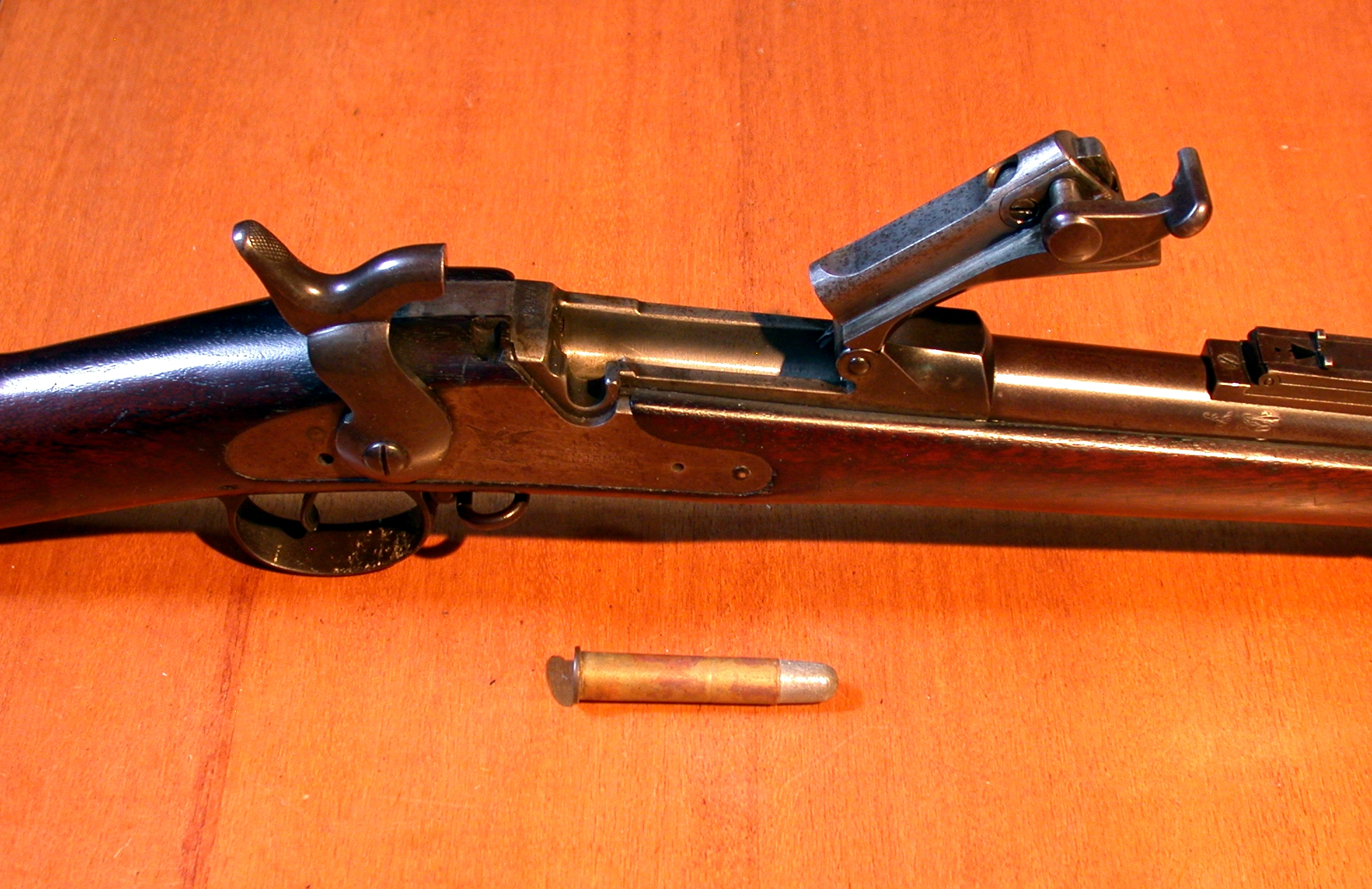
Springfield-„Trapdoor“-Verschluss

### Klappenverschluss bzw. Tabatièreverschluss

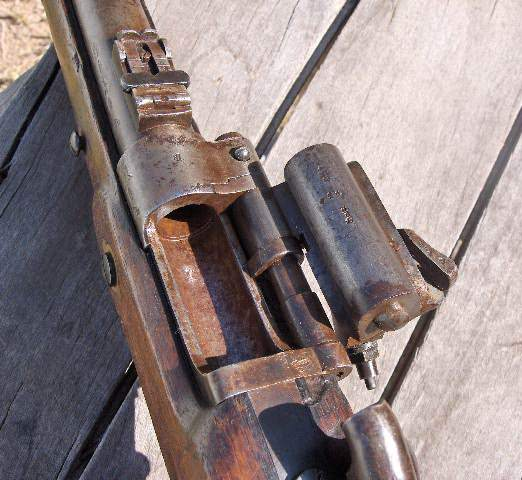
Offener Snider-Enfield-Verschluss

Bei einem Klappen- bzw. Tabatièreverschluss wird der Verschlussblock weggeklappt. Beim Snider-Enfield-Gewehr wird der Verschlussblock auf einer parallel zur Laufachse liegenden Achse seitlich herausgeschwenkt. Beim von Amerikaner Erskine S. Allin 1865 entwickelten und beim Springfield M1873 verwendeten Trapdoor-Verschluss und bei anderen Konstruktionen wie beim schweizerischen Milbank-Amsler, einem abgeänderten (aptierten) Vorderlader, Albini-Brändlin und Wänzel wird er zum Laden hochgeklappt, dazu muss der dahinterliegende Verriegelungskeil gelöst werden. Beim Öffnen wird die Lademulde freigegeben. Da der Tabatièreverschluss kurz baut, wurde er vor allem zum Aptieren von Vorderladern angewendet.

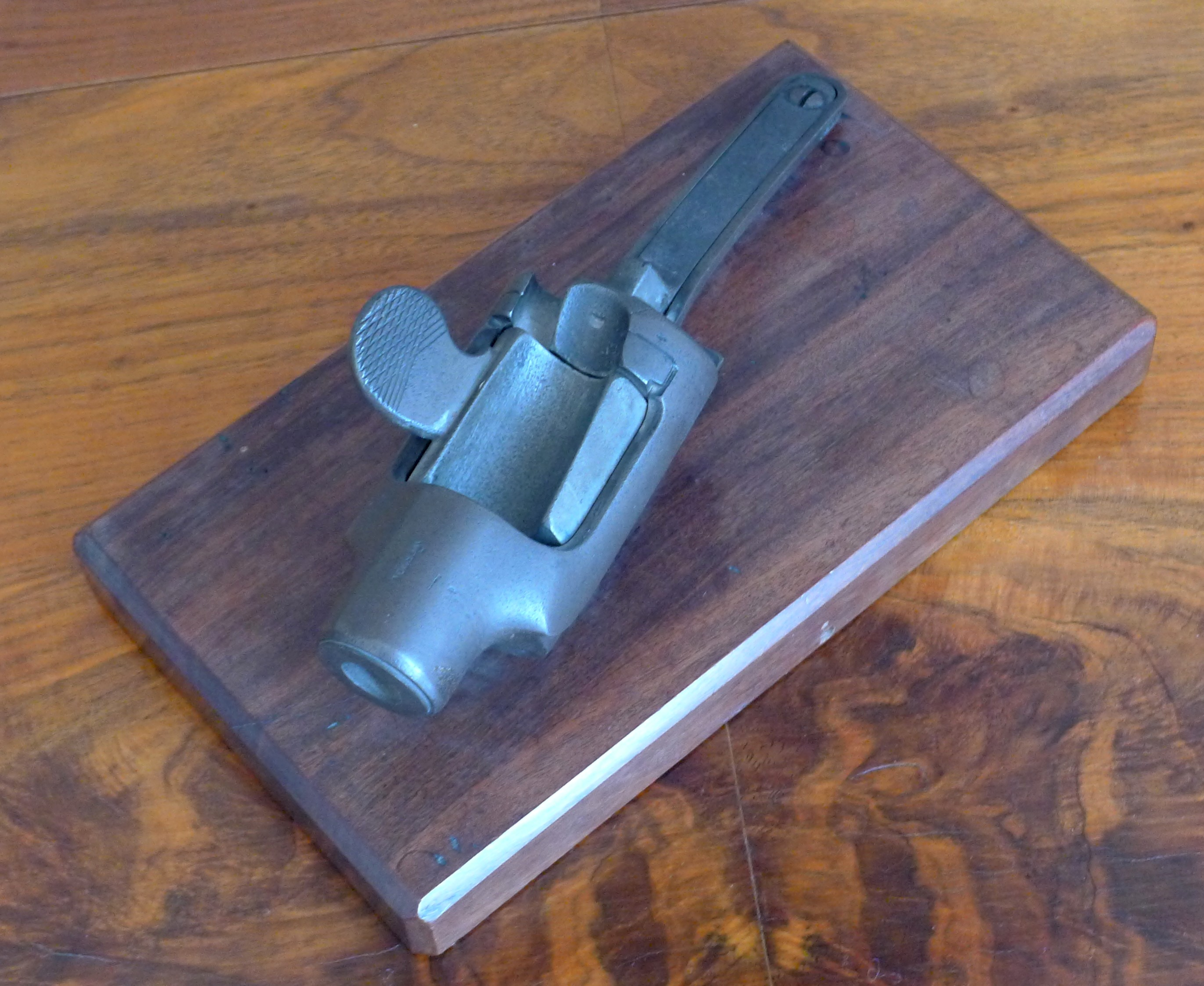
Modell eines Tabernakelverschlusses (geöffnet)

### Wellblockverschluss
Der Wellblockverschluss, (auch Tabernakelverschluss genannt) wurde von Karl Holub und Josef Werndl 1866 entwickelt, bei der Österreichischen Waffenfabrik in Steyr gefertigt und zuerst bei den Infanterie- und Jägergewehren M1867 eingesetzt. Der Verschluss, ein zylinderförmiger Block, ist hinter dem Lauf ins Verschlussgehäuse eingebettet und wird hinten durch ein Widerlager am Rücklauf gehindert. Wird er parallel zur Laufachse gedreht, so gibt die auf seiner Länge exzentrisch eingefräste Lademulde das Patronenlager zum Nachladen frei. Das Abfeuern geschieht durch einen außenliegenden Hahn.

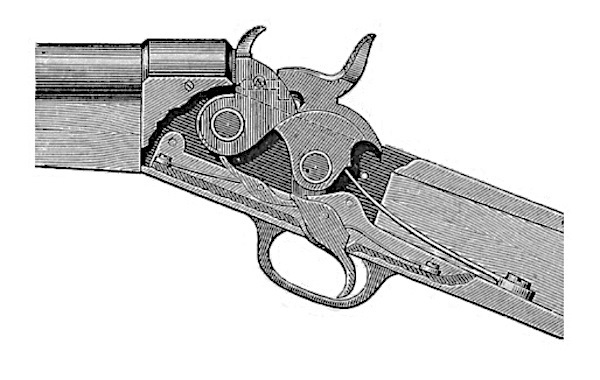
Remington Rolling-Block-Verschluss

### Rolling-Block-Verschluss
Der Rolling-Block-Verschluss ist ein Drehblockverschluss, der 1863 von Leonard M. Geiger patentiert, vom Remington-Ingenieur Joseph Rider weiterentwickelt und von der Remington Arms, Ilion, NY ab 1865 in diversen Gewehren und Pistolen angewandt wurde. Der Verschluss ist extrem stark und einfach zu bedienen. Der auf einer dicken, quer zur Laufachse liegenden Achse gelagerte Verschlussblock ist durch den ebenfalls auf einer dicken Achse angebrachten Hahn verriegelt. Der Rückstoß wird durch diese beiden Achsen auf den Rahmen übertragen. Zum Öffnen muss zuerst der Hahn gespannt werden, worauf der Verschlussblock nach hinten abgekippt werden kann. Die Patrone wird ins offene Patronenlager eingeschoben. Daraufhin wird der Verschlussblock hochgeklappt, er wird durch eine Feder am Öffnen gehindert. Wird der Abzug betätigt, verriegelt der vorschnellende Hahn den Verschluss und zündet die Patrone.

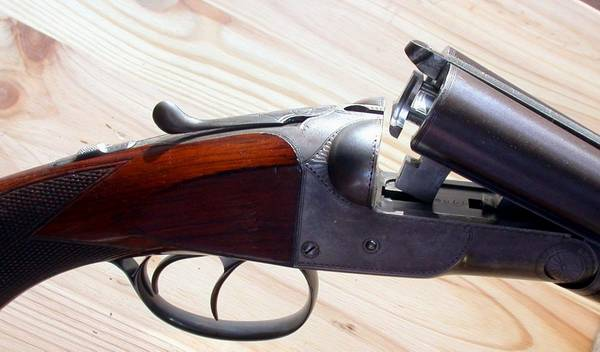
Colt 1883, Kipplaufverschluss, zusätzliche Verriegelung oben

### Kipplaufverschluss
Beim Kipplaufverschluss kann der Lauf um eine Drehachse gekippt werden und gibt so das Patronenlager frei, so dass eine Patrone eingelegt werden kann. Der Verschluss ist Teil des Systemgehäuses (Basküle), welches meist auch das Schloss enthält. Eine Ausnahme sind ältere Hahnenflinten und Waffen mit Seitenschlossen, die heute nur noch bei hochwertigen Jagdwaffen verwendet werden. Die ersten ab 1836 serienmäßig hergestellten Waffen mit Kipplaufverschluss verschossen Lefaucheuxpatronen mit Stiftzündung. Seit Mitte des 19. Jahrhunderts wurden Kipplaufverschlüsse für Rand- und Zentralfeuerpatronen konstruiert.
Der Kipplaufverschluss gehört bei modernen Flinten, kombinierten Jagdwaffen und Waffen für das sportliche Flintenschießen zu den am meisten verwendeten Konstruktionen. Beim weit verbreiteten Greener-System greifen Verschlusskeile in Haken unterhalb des hinteren Laufendes und verriegeln den Verschluss. Zur Verstärkung der Verriegelung wird oft ein zusätzliches Verriegelungselement oberhalb der Laufachsen angebracht. Das Öffnen geschieht manuell durch den Schützen über einen Bedienhebel, die Patronenhülsen werden beim Öffnen des Verschlusses durch den Auszieher ein Stück aus dem Patronenlager gehoben oder mittels eines federgetriebenen Auswerfers ausgeworfen.

### Fallblockverschluss

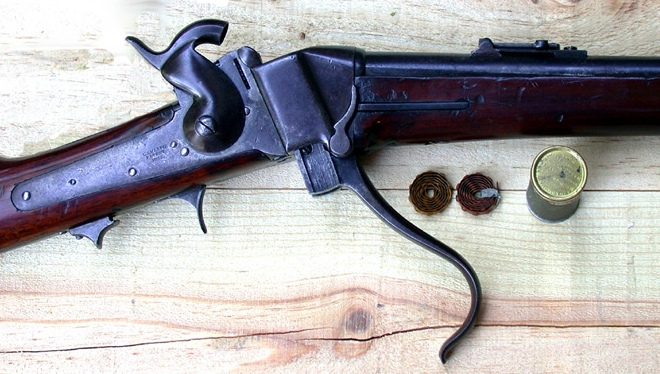
Sharps Model 1853, Fallblockverschluss

Beim Vertikal-Fallblockverschluss gleitet der Verschlussblock senkrecht zur Laufachse nach unten und gibt damit das Laufende frei, daraufhin kann die Patrone ins Patronenlager geschoben werden. Das Vertikalblocksystem ist nicht für den Umbau von Vorderladern geeignet, da der Verschlussblock zum Öffnen nach unten gleitet und geführt werden muss, was einen Verschlusskasten bedingt.
Beim System Sharps wird der Verschlussblock im Verschlussgehäuse durch Kulissen geführt. Er wird zum Laden mittels einer Hebelmechanik nach unten gezogen, um das Patronenlager freizugeben. Die ersten im Amerikanischen Bürgerkrieg verwendeten Sharps-Gewehre verschossen noch Papierpatronen, spätere Modelle verwendeten Metallpatronen.

### Kippblockverschluss

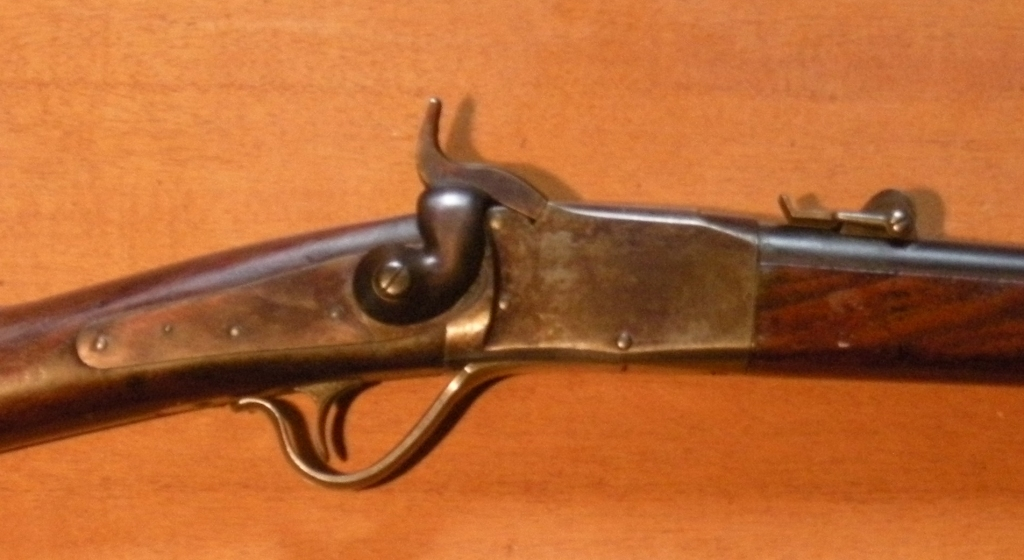
Peabody-Gewehr mit Hahn

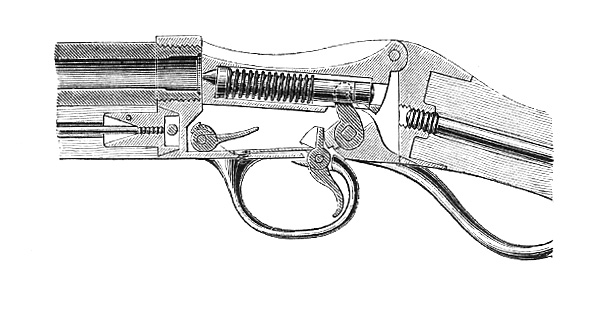
Peabody-Martini-Verschluss

Der Peabody-Verschluss hat einen hinten angelenkten Verschlussblock, der zum Laden abgekippt werden konnte, indem der Abzugsbügel nach unten gezogen wurde. Zur Zündung diente ein außenliegender Hahn. Der schweizerische Waffen- und spätere Automobilfabrikant Martini in Saint-Blaise verbesserte das System, indem er den Zündmechanismus so in den Verschlussblock integrierte, dass er beim Laden automatisch gespannt wird. Das von Henry O. Peabody aus Boston, Massachusetts entwickelte und am 22. Juli 1862 unter Pat. No. 35.947 patentierte Peabody-Gewehr wurde ab 1866 bei der Providence Tool Co. hergestellt.

## Zylinderverschluss
Der parallel zur Laufachse nach hinten zu öffnende Verschluss wird durch Drehen entriegelt und um eine Patronenlänge zurückgezogen, beim Vorlauf schiebt er eine neue Patrone von der Lademulde ins Patronenlager. Diese Eigenschaft ermöglicht auch das Nachladen aus einem anstelle der Lademulde angebrachten Magazin, der Zylinderverschluss ist deshalb auch für Repetiergewehre geeignet.

### Schraubverschluss
Als Beispiel von umgebauten, beziehungsweise aptierten Waffen kann der in Bayern beschrittene Weg dienen. Dort wurde das Podewils-Gewehr im Jahr 1867 nach Lindner auf Hinterladung abgeändert, die Perkussionszündung wurde beibehalten.
Der von Edward Lindner entwickelte Verschluss besteht aus einer Schraubenverriegelung mit unterbrochenem Gewinde und Staubschutzdeckel. Zum Nachladen muss er gedreht und parallel zur Laufachse nach hinten gezogen werden. Gezündet wird die Patrone mit einem außenliegenden Hahn.

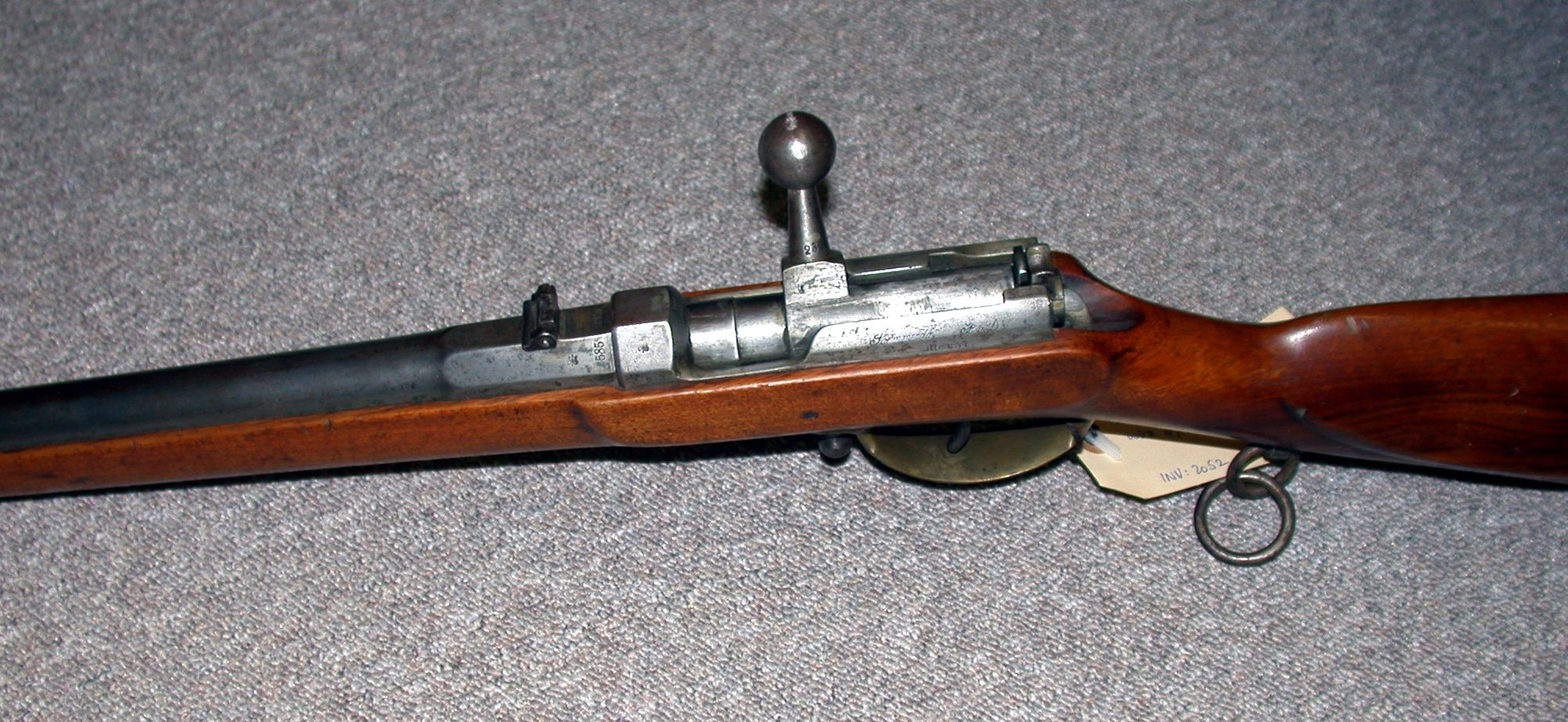
Dreyse Zylinderverschluss

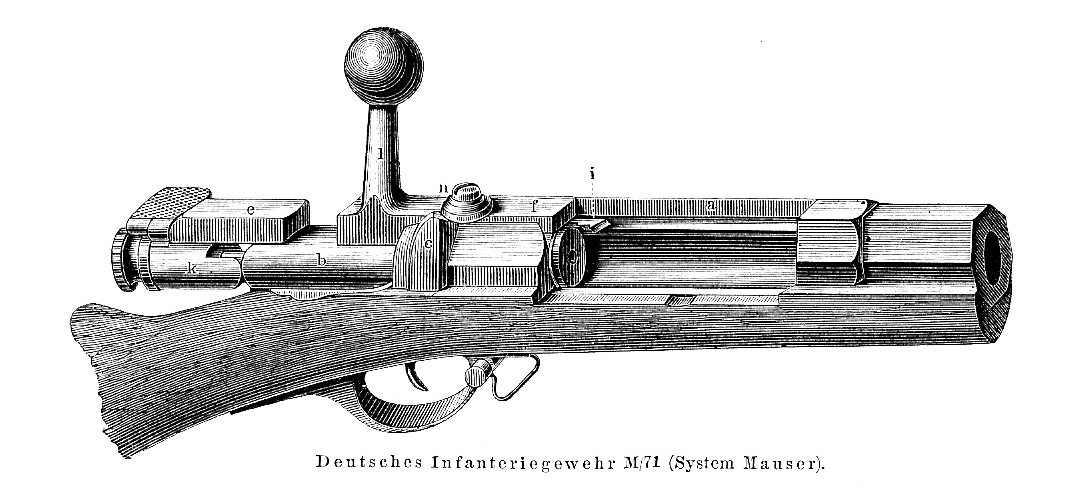
Mauser M71-Verschluss

### Zylinderverschluss
Den entscheidenden Schritt in der Entwicklung moderner Hinterlader bildete das von Johann Nikolaus von Dreyse entwickelte Zündnadelgewehr, das 1841 von der preußischen Armee übernommen wurde. Sein Zylinderverschluss war Vorbild für alle späteren Infanteriegewehre und wird noch heute bei der Mehrzahl der modernen Repetiergewehre eingesetzt.
Während die Abdichtung beim Dreysegewehr über eine bündige Auflagefläche erfolgt – der Außenkonus des Laufes passt zum Innenkonus des angepressten Verschlusses –, erfolgt die Abdichtung bei seinem französischen Konkurrenten, dem Chassepotgewehr Modell 1866, über eine am Verschlusskopf angebrachte gummiartige Liderung analog zur von Charles Valérand Ragon de Bange entwickelten französischen De-Bange-Kanone.
Der Zylinderverschluss wird auch als Kammerverschluss bezeichnet. Ab 1900 war er der meist verwendete Verschluss bei Armeegewehren. Er wird noch heute in diversen Varianten hergestellt, das Prinzip der Verriegelung ist jedoch immer dasselbe. Zum Entriegeln muss die Kammer mit dem Kammerstängel gedreht werden, bevor sie geöffnet werden kann. Die Verriegelung erfolgt entweder über den Kammerstängel oder eine unterschiedliche Anzahl von Verriegelungselementen, die in entsprechende Aussparungen in der Systemhülse oder der Laufverlängerung eingreifen. Am weitesten verbreitet und kopiert ist das Mauserschloss, welches mit dem Mauser System 98 noch heute als Endpunkt des Prinzips gelten kann.